# 467. pehotni polk (Wehrmacht)
Za druge 467. polke glejte 467. polk.
467. polk (izvirno nemško Infanterie-Regiment 467) je bil eden izmed pehotnih polkov v sestavi redne nemške kopenske vojske med drugo svetovno vojno.

## Zgodovina
Polk je bil ustanovljen 26. avgusta 1939 kot polk 4. vala v WK XI iz nadomestnih bataljonov: nadomestnega bataljona 33. in I. ter II. nadomestnih bataljonov 12. pehotnega polka; polk je bil dodeljen 267. pehotni diviziji. 
26. novembra 1940 sta bila polkovni štab in III. bataljon izvzeta iz sestave in dodeljena 588. pehotnemu polku; obe enoti sta bili nadomeščeni.
Novi III. bataljon je bil 1. maja 1942 razpuščen v boju.
15. oktobra 1942 je bil polk preimenovan v 467. grenadirski polk.